# Casa Rahola
Casa Rahola és una casa del municipi de Cadaqués (Alt Empordà) inclosa en l'Inventari del Patrimoni Arquitectònic de Catalunya.

## Descripció
Situada a la plaça Frederic Rahola i Trèmols, dins del nucli antic de la població i amb la façana encarada a mar.
Es tracta d'una edificació entre mitgeres, de tres plantes i distribuïda en tres crugies. A l'interior hi destaca el vestíbul on hi ha dobles columnes d'ordre corinti a cada costat del començament de l'escala i decoració estucada als sostre. També són notables les sales principals del primer pis. Ritme compositiu i ornamentació de la notable façana neoclàssica. Les portalades de la planta baixa presenten emmarcaments motllurats, igual que les tres obertures de cada pis. Al primer pis hi ha una balconada correguda i al segon tres balcons exempts. Als elements decoratius s'hi combina la pedra, l'estucat i la terracuita, amb predomini d'aquest darrer material (hi ha, a més, la forja de les baranes dels balcons).
Sobre les llindes de les portes s'hi repeteixen uns motius geomètrics en pedra.
La part restant de la façana és emmarcada per dues grans lesenes o pilastres d'ordre corinti, amb capitells de terracuita. Als extrems, els relleus també són de terrissa, en les dues franges verticals que separen les crugies, i els tres plafons al·legòrics situats entre els dos pisos, centrant les obertures. Sobre el cornisament hi corre una balustrada amb elements també de terracuita.

## Història
Aquest edifici és una mostra definidora, i mot destacada, de la darrera etapa de la producció de l'arquitecte Roca i Bros, etapa iniciada precisament pels volts del 1860 i que es caracteritza per una valoració dels element ornamentals, discreta, però molt més acusada que en les obres anteriors on hi havia escasses concessions decoratives, seguint l'evolució del neoclàssic isabelí a Catalunya.
Del llinatge Rahola que aixecà aquest casal, branca d'una antiga família amb altres fructíferes branques fruit d'entroncaments nombrosos amb altres casals de la vila, n'eixiren molts i notables personatges lligats amb activitats marineres i mercantils. Cal que esmentem les personalitats dels fills de l'armador i pilot Francesc Rahola i Godo. En primer lloc, Frederic Rahola i Trèmols (Cadaqués 1858-1919), economista, jurista, polític, escriptor i poeta, impulsor del comerç amb Amèrica, autor de nombrosos treballs sobre economia, industria i comerç i literaris- Gran enamorat del seu poble, fou el principal promotor del trencament de l'aïllament ancestral en què romania a causa de la situació geogràfica: construcció del nou traçat de la carretera de Roses per la Perafita, instal·lació de l'enllumenat elèctric, del telèfon i del telègraf, el servei de correu diari, les escoles públiques que porten el nom de la seva esposa Caritat Serinyana. El seu germà Víctor Rahola i Trèmols (Cadaqués 1866-1952) exercí de metge a la seva vila; poeta satíric, autor del volum "Cadaquesenques" (1930) i de records de la vida de Cadaqués. Eren emparentats, de prop o de lluny, amb els també cadaquesencs Carles Rahola i Llorens, historiador i publicista instal·lat a Girona, assassinat el 1939; i el seu germà, l'editor Dàrius Rahola.
Hom ha posat el nom de Frederic Rahola i Trèmols a la plaça principal de la vila on hi ha la casa Rahola, popularment dita "plaça de les Herbes" i més antigament "plaça de les Basses".
Actualment, l'emplaçament dels baixos de l'edifici està ocupat per una oficina de Caixabank.